# Talulah Riley
Talulah Jane Riley-Milburn (n. 26 septembrie 1985) este o actriță britanică de film care a jucat în filmul Mândrie și prejudecată.
1. ↑  „Talulah Riley”, Internet Movie Database, accesat în 14 octombrie 2015
2. ↑  Talulah Riley, Roglo
3. 1 2  Elon Musk Fast Facts (în engleză), accesat în 14 iulie 2024
4. ↑  Companies House, accesat în 16 octombrie 2022